# 乐峰广场
乐峰广场，是位于广州市沙园的一座大型商场，毗邻光大花园以及广州家乐福、鹤洞大桥、广州地铁沙園站。其内有广州市最大型的永旺集團超市，靠近革新路太古仓。

## 历史
- 2006年，香港乐峰商行与保德信房地产投资管理公司一起在此兴建乐峰广场。
- 2014年，乐峰广场在广场外展出了一架苏-27战斗机一比一仿真模型。
- 2017年11月，凱德集團以33.607億元人民幣收購樂峰廣場。[1]

## 特点
与廣州太古滙、西城都荟等一样拥有现代空中花园。其B2层主要为永旺集团旗下的超市等，约占B2层七成摊位。与广州大多商场不一般的是，商场分成两个部分而不相连，其主商场与副商场仅隔一条道路。

## 客流量
樂峰廣場的開業，彌補了海珠區工業大道北一帶沒有中高端大型商場的缺陷。同時商場因鄰近地鐵8號線/廣佛線沙園站，兩者更互相帶動客流。除了附近各小區居民以及其它海珠區西部的市民外，更吸引到荔灣區芳村以至佛山市的市民前來購物和休閒。商場更不定期與廣州市內外的各機構合辦活動，吸引更多市民前來。

## 公共交通
█8号线、█广佛线：沙園站